# Асен Тасев
Вижте пояснителната страница за други личности с името Тасев.
Асен Димитров Тасев е политик, кмет на Русе.

## Биографични данни
Роден е на 11 април 1934 г. град Банско. Произхожда от възрожденска фамилия, участвала в борбата за освобождение на Пиринска Македония. За антикомунистическа прояви е изключен от Разложката гимназия. После завършва средното си образование в Дупница и Ловеч. Работи на различни места и задочно завършва ВИХВП – Пловдив, специалност „Хладилна техника и технология“. През 1964 г. се установява в Русе. Работи в Консервния комбинат „Дунавия“ и в Окръжния кооперативен съюз като началник-цех и началник-отдел. След промените на 10 ноември 1989 г. той е един от основателите на СДС и зам. председател на Областния съвет в Разград. След спечелването на изборите, проведени на два тура, става кмет на Русе.
Основен въпрос за кмета и общинския съвет е по-нататъшното изясняване на общинската собственост и извършването на реституция на отнетите имоти на собствениците им. При извършване на реституция на сгради, използвани за обществени и културни нужди обаче, общината в лицето на кмета не успява да ги защити и се стига до ликвидиране на музея „Баба Тонка“, Дома на моряка, Младежкия дом и др.
По това време започва преструктуриране на икономиката на общината. Големи усилия се полагат за насърчаване на частния бизнес, който навлиза най-бързо в уличната търговия, а също и развитието на общинските фирми. Независимо от ограничените средства продължава изграждането на Хирургическия комплекс, разширяването на тролейбусната мрежа, и топлофикацията, реставрацията на театъра, музея и др. Като по чудо на първия след 1989 година демократично избран кмет на Русе не му се налага да се справя с най-големия проблем на града – само 11 дни преди официалното му встъпване в длъжност, след сериозен, но останал без фатални последици пожар, заводът „Верахим“ преустановява производството и изпускането в околната среда на епихлорхидрин. След 16 октомври 1991 година обгазявания на Русе не е имало.
Съвсем естествено, а не като лична заслуга на А. Тасев, следва да се отбележи и преместването на областния център от Разград в Русе. Тасев става просто изразител на отдавна назряло обществено желание и отправя мотивирано искане до правителството за решаване на този въпрос. С Указ на президента Желю Желев от 29 януари 1992 г. Русе става център на областта. Скоро след това обаче административните единици са върнати към структурата си отпреди 1987 година.
В началото на 1992 година започва кампания по възвръщането на стари имена и преименуването на улици, носещи идеологически натоварени имена. Кампанията осезаемо преминава под печата на характерния през този период за определени кръгове в СДС промонархистки уклон. За най-спорно се счита назоваването на булевард „Александър Хаджипетров“ на името на Цар Фердинанд. Булевардът е централен и представителен; за отбелязване е, че в София например няма улица на името на този противоречив български владетел. Този избор изглежда още по-неудачен ако се вземе предвид фактът, че на имената на Патриарх Евтимий, Стефан Караджа, Петко Славейков се носят от малки улици в отдалечени от центъра части на града, а още повече – че в Русе няма улици на името на Княз Борис I Покръстителя, Софроний Врачански, Найден Геров. За най-голям провал в кампанията по преименуването се счита смяната на името на улица Шести септември – преименувана на „Никола Обретенов“, като въпреки всички последвали обяснения и връщане на първоначалното състояние, кметската управа не успява да скрие факта, че не е наясно с историческата стойност на това наименование и е сметнала датата за комунистическа годишнина. Друг компрометиращ акт е опитът автоматично да бъде „възвърнато“ наименованието „Света Троица“ на улицата от Пощенската палата до кея – име, което тя никога не е носила. Подведени от факта, че въпросната улица носи името „Руско Попхристов“, управниците очевидно са били се водили от повърхностна справка с известен и пълен с грешки туристически пътеводител на града, в който улица „Руско Попхристов“ е обозначена като "бивша „Света Троица“". По-задълбочена справка би разкрила, че става дума за вече несъществуваща улица от църквата „Света Троица“ към централния площад, на чието място днес се намира Общинската управа и част от ларгото пред Операта. Този пропуск, както и много други привидно дребни случаи на недоглеждане, показват ясно, че този тип актове са политически конюнктурни поръчки, че те не се водят от утвърдени или традиционни положения, че градската управа не познава града, който администрира, и че действията ѝ далеч не носят реформаторски характер, а чертите на конюнктурно политическо инженерство.
След изтичане на мандата му напуска неудовлетворен, че не е бил разбран дори от съпартийците си, които го издигат за кмет.